# Epiblatticida psyllidiphaga
Epiblatticida psyllidiphaga is een vliesvleugelig insect uit de familie Encyrtidae. De wetenschappelijke naam is voor het eerst geldig gepubliceerd in 2002 door Hayat & Singh.